# کلی بیوفورد
کلی بیوفورد (Clay Beauford) (با نام تولد: ولفورد چپمن بریدول) (Welford Chapman Bridwell) (زادهٔ ۲۷ سپتامبر ۱۸۴۶ – درگذشتهٔ ۱ فوریه ۱۹۰۵)، افسر ارتش، دیده‌بان و مرزبان آمریکایی بود. او که در جوانی، سرباز سابق ارتش مؤتلفه بود، بعدها در ارتش ایالات متحده نام‌نویسی کرد و در زمان جنگ‌های سرخ‌پوستی همراه با پنجمین هنگ سواره‌نظام ایالات متحده، از سال ۱۸۶۹ تا ۱۸۷۳، طی جنگ‌های سرخ‌پوستان خدمت نمود. او مشاور و راهنمای سرهنگ دوم جورج کروک در «لشکرکشی زمستانه» علیه سرخ‌پوستان آپاچی بود و برای عملکردش مدال افتخار گرفت.
از سال ۱۸۷۴ تا ۱۸۷۷، بیوفورد زیر نظر مأمور رسیدگی به امور سرخ‌پوستان، جان کلام، به عنوان رئیس پیشاهنگان و فرماندهٔ پاسبانان آپاچی سن کارلوس خدمت کرد. او و کلام به خاطر دستگیری جرونیمو در اوجو کالینته در سال ۱۸۷۷ مورد تمجید قرار گرفتند و بیوفورد تا حد زیادی عامل تبدیل پاسبانان سن کارلوس به یکی از معتبرترین نهادهای اعمال قانون درایالت‌های جنوب غربی آمریکا در دوران غرب وحشی بود.
او طی سال‌های پس از بازنشستگی، به دامدار و معدن‌کاوی موفق تبدیل شد. بیوفورد که در طول زندگیش، شخصیتی محبوب و پیشگام داشت، برای مدت کوتاهی در سال ۱۸۸۵، به عنوان نمایندهٔ شهرستان گراهام در مجلس قانون‌گذاری منطقهٔ آریزونا خدمت کرد. کوه بیوفورد در شهرستان مریکوپا به احترام او نام‌گذاری شده‌است.

## اوایل زندگی
بیوفورد در ۲۷ سپتامبر ۱۸۴۶، با نام ولفورد چپمن بریدول در شهرستان واشینگتن، ایالت مریلند چشم به جهان گشود و بعدها به همراه خانواده‌اش به ویرجینیا نقل مکان کرد. او در ۱۴ سالگی و با شروع جنگ داخلی آمریکا، از خانه فرار کرد تا به ارتش مؤتلفه بپیوندد. او به خاطر سنش و برای آنکه پدرش او را به خانه بازنگرداند، با نام مستعار کلی بیوفورد در ارتش نام‌نویسی کرد. در بدو امر، بیوفورد اولین سال جنگ را به عنوان طبل‌زن در ارتش ویرجینیای شمالی به فرماندهی ژنرال رابرت ای لی گذراند، اما در عرض یک سال به سرباز پیادهٔ ارتش تبدیل شد. در سال ۱۸۶۳، او یکی از ۴۵۰۰ مردی بود که در حملهٔ پیکت در نبرد گتیزبورگ شرکت کرد. او پیش از پایان جنگ، دست کم در سه درگیری مجروح شد: زخم گلوله در کاسهٔ زانو، دست چپ و شکم.

## حرفهٔ نظامی
در سال ۱۸۶۹، بیوفورد که در نشویل، ایالت تنسی زندگی می‌کرد، در ارتش ایالات متحده نام‌نویسی کرد. او به گروهان بی از پنجمین هنگ سواره نظام ایالات متحده ملحق شد و در تعدادی از لشکرکشی‌ها بر علیه سرخ‌پوستان در کانزاس، نبراسکا و خطهٔ وایومینگ شرکت کرد. بیوفورد در عرض یک سال پس از نام‌نویسی، از افسر فرماندهٔ خود، سرهنگ دوم توماس دانکن، به خاطر شجاعت در نبرد پریری داگ کریک در ۲۶ سپتامبر ۱۸۶۹، نشان افتخار گرفت. بیوفورد تمام دوران حرفهٔ نظامی خود را در پنجمین هنگ سواره نظام گذراند و سه سال بعد، با درجهٔ سرگروهبانی به منطقهٔ آریزونا اعزام شد. او در ۲۶ سپتامبر ۱۸۷۲، پس از نبرد با آپاچی‌ها در منطقهٔ رد راک، مورد تحسین کاپیتان رابرت اچ مونتگومری قرار گرفت. او همچنین زیر نظر سرهنگ دوم جورج کروک در «لشکرکشی زمستانه» علیه آپاچی‌های خائن، به خصوص گروه‌های آپاچی غربی و یاواپای در تونتو بیسین، شرکت و در طول این عملیات، ستون نظامی کروک را هدایت کرد. بیوفورد یکی از ۲۲ نفری بود، ۱۲ سرباز سواره و ۱۰ پیشاهنگ آپاچی که برای «رفتار شجاعانه در طول حملات و درگیری با آپاچی‌ها» مدال افتخار دریافت کرد. او و هم‌رزم‌هایش، گروهبان جیمز بیلی و گروهبان جیمز اچ تورپین، تنها افرادی از پنجمین هنگ سواره نظام بودند که مدال افتخار دریافت کردند. بیوفورد تا ۱۲ آوریل ۱۸۷۵، دو سال پس از ترخیص از خدمت، این جایزه را دریافت نکرد.
بیوفورد بعدها ادعا کرد که آخرین سال حضورش در ارتش به دلیل گشت‌زنی‌های مداوم در مرز آریزونا، سخت‌ترین سال زندگیش از لحاظ فیزیکی بوده‌است. یکی از موفقیت‌های او دستگیری رئیس قبیلهٔ آپاچی کوه سفید، توگا-دا-چوز و خانواده‌اش، از جمله پسرش، آپاچی کید بود که باعث بازگشت بیوفورد به منطقهٔ سن کارلوس شد. بیوفورد تا بهار ۱۸۷۵، به عنوان پیشاهنگ غیرنظامی برای ارتش خدمت کرد.

## سال‌های واپسین
بیوفورد پس از ترک منطقهٔ سن کارلوس، با ایجاد مزرعه‌ای به‌نام «باغ‌های بهاری» در درهٔ اراوایپا به حرفهٔ دامداری روی آورد. او همچنین «معدن آریزونا» در منطقهٔ معدنی اراوایپا را توسعه داد و بعدها آن را با سود خوبی فروخت. در حدود سال ۱۸۷۹، بیوفورد با زنی جوان از ایندیاناپلیس، ایندیانا، به نام سدونیا الکساندر که برای دیدار اقوامش به فورت توماس آمده بود، آشنا شد. دوستی آنها در نهایت منجر به خواستگاری شد و در سپتامبر ازدواج کردند. بیوفورد پیش از نامزدی، اسم خود را قانوناً و توسط دهمین مجلس قانون‌گذاری منطقه‌ای، به نام زمان تولدش، ولفورد چپمن بریدول برگرداند. بیوفورد شخصیتی بسیار محبوب و شناخته شده در آریزونا بود و گفته می‌شد که «احتمالاً هیچ مهاجر دیگری در آریزونا تا این حد شناخته شده نبود یا چنین دوستان زیادی نداشت». نویسنده و مورخ دان ال ترپ در کتاب خود با نام دایرةالمعارف زندگی‌نامهٔ منطقهٔ مرزی، بیوفورد را اینگونه توصیف می‌کند «فردی قد بلند، باریک‌اندام، چهارشانه، خوش مشرب که می‌توانست با همنوازی بانجو، تصنیف بخواند و به خوبی حالت خشمش را کنترل کند». کوه بیوفورد، واقع در ۴ مایلی شمال کوه کنتاک در شهرستان مریکوپا به احترام او نام‌گذاری شده‌است.
او در سال ۱۸۸۵، برای مدت کوتاهی به عنوان نمایندهٔ سافورد، شهرستان گراهام در سیزدهمین مجلس (یا مجلس سنا) قانون‌گذاری منطقهٔ آریزونا خدمت کرد. در آن دوران بود که بیوفورد درگیر دعوایی فیزیکی در می‌خانه‌ای در شهر پرسکات شد. زمانی که بیوفورد در آن می‌خانه بود، لابیگری فرانسوی الاصل به نام استاد آرنولد که برای شرکت مس آریزونا در کلیفتون کار می‌کرد، به او افترا زد که با تغییر نامش، اصالت فرانسوی خود را انکار کرده‌است. مشاجرهٔ آنها بالا گرفت و در نهایت، بیوفورد به او حمله و با این کار، آن مرد فرانسوی، او را به دوئل دعوت کرد. بیوفورد دوئل را پذیرفت، اما آن دو نتوانستند دربارهٔ سلاح به توافق برسند، بیوفورد سلاح کلت و آرنولد شمشیر فرانسوی را انتخاب کردند و از آنجایی که این نوع شمشیر در آریزونا به سهولت در دسترس نبود، در نهایت دوئل لغو شد.
در سال ۱۸۹۵، بیوفورد، خانواده‌اش را به لس‌آنجلس، کالیفرنیا برد و در آنجا فرزندانش را بزرگ کرد. تنها پسر او، والتر در خردسالی از دنیا رفت، اما دخترش، نینا در سال ۱۹۰۳، همسر پزشک سرشناس، دکتر آرتور اف مایش شد. بیوفورد در اول فوریه ۱۹۰۵، در ۵۸ سالگی در لس‌آنجلس درگذشت و در بوستان یادبود آنجلوس-رزدیل به خاک سپرده شد.

### مقالات
- Dunlap, H.E. "Clay Beauford-Welford C. Bridwell, Soldier Under Two Flags"[پیوند مرده]. Arizona Historical Review (اکتبر ۱۹۳۰)

### کتب
- Carmony, Neil B. , ed. Apache Days and Tombstone Nights: John Clum's Autobiography, 1877–1887. Silver City, New Mexico: High-Lonesome Books, 1997. ISBN 0-944383-41-6
- Clum, Woodworth. Apache Agent: The Story of John P. Clum. Boston: Houghton Mifflin Company, 1936.
- Griffith, A. Kinney. Mickey Free, Manhunter. Caldwell, Idaho: Caxton Printers, 1969.
- Lockwood, Frank C. The Apache Indians. Lincoln: University of Nebraska Press, 1987. ISBN 0-8032-2878-3
- Radbourne, Allan. Mickey Free: Apache Captive, Interpreter, and Indian Scout. Tucson: Arizona Historical Society, 2005. ISBN 0-910037-46-9
- Santee, Ross. Apache Land. Lincoln, Nebraska: University of Nebraska Press, 1971. ISBN 0-8032-5737-6
- Seymour, Flora Warren. Indian Agents of the Old Frontier. New York: Octagon Books, 1975. ISBN 0-374-97290-7
- Sweeney, Edwin Russell. From Cochise to Geronimo: The Chiricahua Apaches, 1874–1886. Norman: University of Oklahoma Press, 2010. ISBN 0-8061-4150-6
- Thrapp, Dan L. Conquest of Apacheria. Norman, Oklahoma: University of Oklahoma Press, 1967.
- Wilson, D. Ray. Terror on the Plains: A Clash of Cultures. Dundee, Illinois: Crossroads Communications, 1999. ISBN 0-916445-47-X